# L'Antre de la sorcière

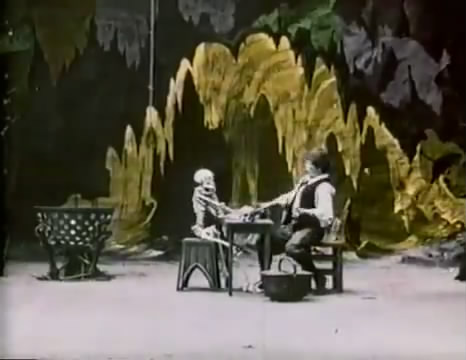
Photo du film

L'Antre de la sorcière est un film muet de Segundo de Chomón sorti en 1906.

## Fiche technique
- Titre : L'Antre de la sorcière
- Réalisation : Segundo de Chomón
- Société de production : Pathé Frères
- Pays de production :  France
- Format : Coloration au pochoir.
- Durée : 5 minutes
- Date de sortie : France : 22 décembre 1906